# Hipoksantin
Hipoksantin je prirodni kemijski spoj, derivat purina koji nalazimo u tijelu čovjeka. Povremeno ga nalazimo kao konstituenta u molekulama nukleinskih kiselina, gdje predstavlja antikodon tRNK u obliku nukleotida inozina.
Nalazimo ga i kao nužan dio nekih stanica, bakterija i parazita, kao supstrat u metabolizmu ili izvor dušika (npr. uzročnik bolesti malarije Plasmodium falciparum treba hipoksantin za sintezu nukleinske kiseline i energetski metabolizam).
U tijelu čovjeka hiposkantin nastaje kao produkt djelovanja enzima ksantin oksidaza na ksantin, u ciklusu razgradnje purina.
Hipoksantin nastaje i spontanom deaminacijom produkata adenina, te zbog sličnosti s gvaninom, taj proces može dovesti do grešaka u DNK replikaciji ili transkripciji. 